# Niwa Zagórczańska
Niwa Zagórczańska – przysiółek wsi Niegowoniczki w Polsce, położony w województwie śląskim, w powiecie zawierciańskim, w gminie Łazy.
W latach 1975–1998 przysiółek należał administracyjnie do województwa katowickiego.